# Shaluli Shan
Shaluli Shan (kinesiska: 沙鲁里山) är en bergskedja i Kina. Den ligger i provinsen Sichuan, i den sydvästra delen av landet, omkring 410 kilometer väster om provinshuvudstaden Chengdu.
Genomsnittlig årsnederbörd är 777 millimeter. Den regnigaste månaden är juli, med i genomsnitt 174 mm nederbörd, och den torraste är november, med 3 mm nederbörd.